# Gironde (estuarium)
De Gironde is een estuarium tussen de Atlantische Oceaan en de samenvloeiing van de twee rivieren Garonne en Dordogne bij Ambès.
Volgens één visie is de Gironde de monding van de Garonne en de Dordogne samen; volgens een andere visie is de Dordogne een zijrivier van de Garonne-Gironde (die dan als één rivier gezien wordt).
De noordelijke helft van de Gironde vormt de grens van twee departementen, en tot 2016 van twee regio's:
- aan de linkeroever: departement van de Gironde, met de gemeenten Pauillac en Le Verdon-sur-Mer; dit is de wijnstreek van de Médoc.
- aan de rechteroever: Charente-Maritime, met de stad Royan, en de gemeenten Meschers-sur-Gironde en Mortagne-sur-Gironde; dit is de wijnstreek van de Blayais of de Côtes de Blaye.

Het estuarium is het grootste van West-Europa, 75 km lang en tot 12 km breed, met een oppervlakte van 635 km². De Garonne en de Dordogne voeren 800 tot 1000 m³ zoet water per seconde aan, terwijl het opkomend tij twee keer per dag 15.000 tot 25.000 m³ zeewater opstuwt.
Er is geen vaste oeververbinding, maar er zijn twee veerdiensten: een paar kilometer onder de samenvloeiing van de rivieren tussen Blaye en Lamarque en bij de monding van de Gironde tussen Le Verdon-sur-Mer en Royan.
Tussen de Bec d'Ambès en Pauillac liggen verschillende eilanden in de Gironde. Vóór de monding van de Gironde ligt als richtpunt voor de zeeschepen op een kunstmatig eiland in zee de Vuurtoren van Cordouan.
Eind 17e eeuw werden de Citadel van Blaye, Fort Paté en Fort Médoc gebouwd. De citadel ligt in de gemeente Blaye aan de noordoever van de Gironde. Het heeft vier bastions en courtines en drie ravelijnen. Het is omringd door een diepe droge gracht. Op de zuidoever werd Fort Médoc gebouwd en Fort Paté kwam op een zandbank in de rivier. Het belangrijkste doel van deze fortificaties was de stad Bordeaux te beschermen tegen vijandelijke aanvallen met schepen.

## Afbeeldingen

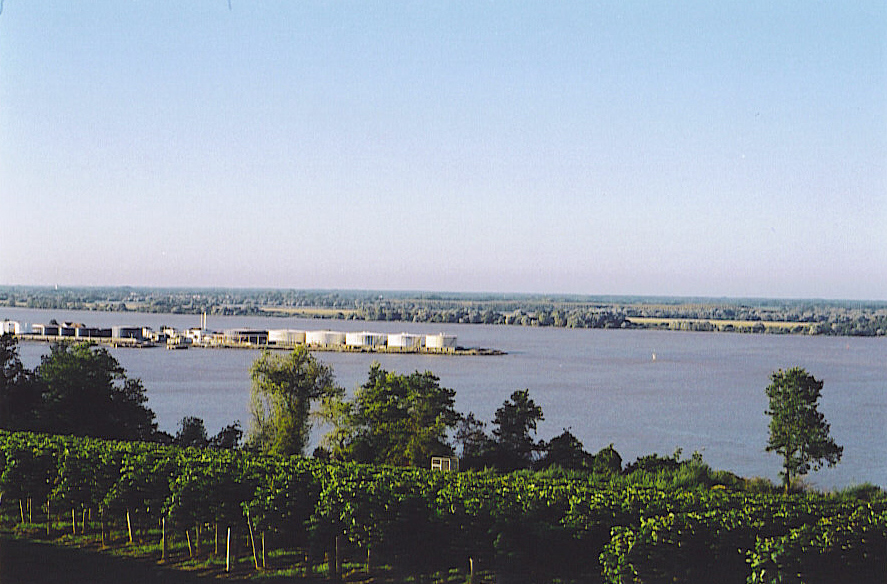
Samenvloeiing van Garonne en Dordogne bij Bec d'Ambès
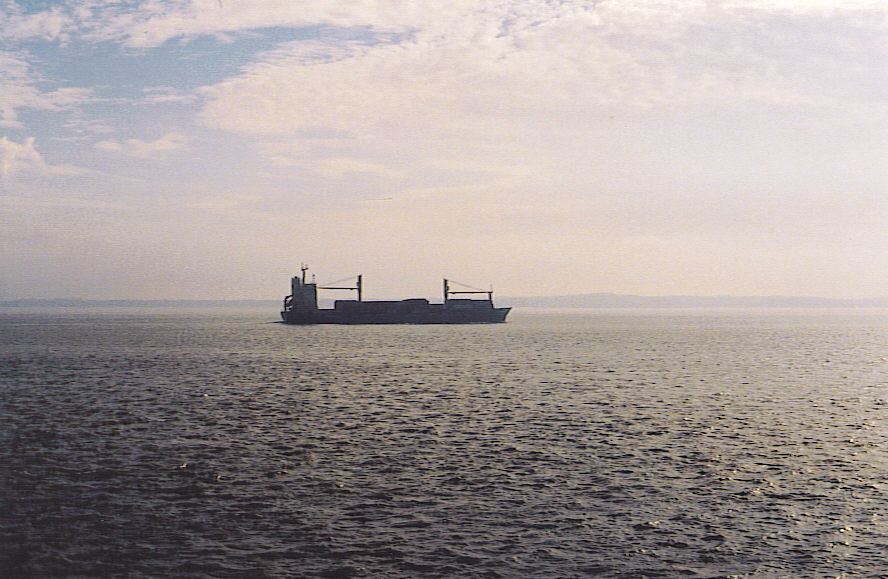
Vrachtschip op de Gironde bij Royan
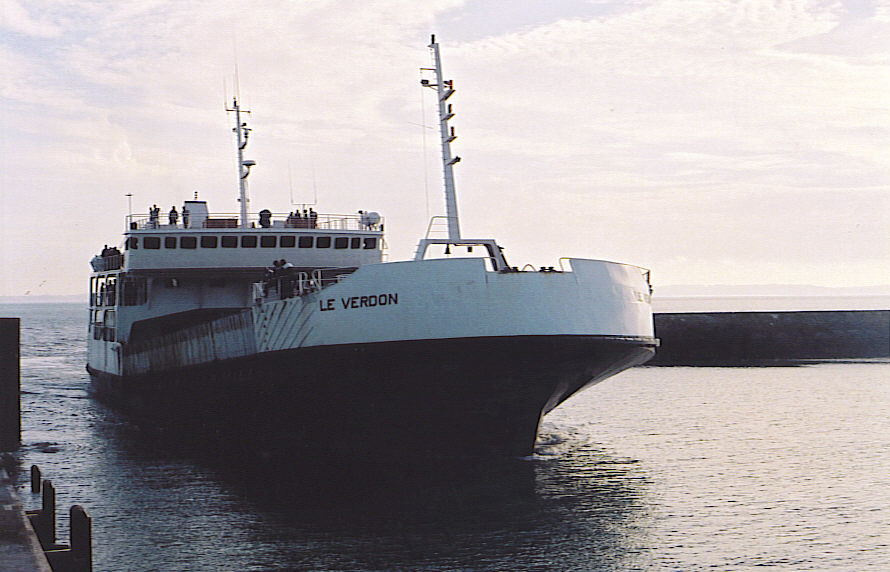
Veerboot bij Le Verdon-sur-Mer
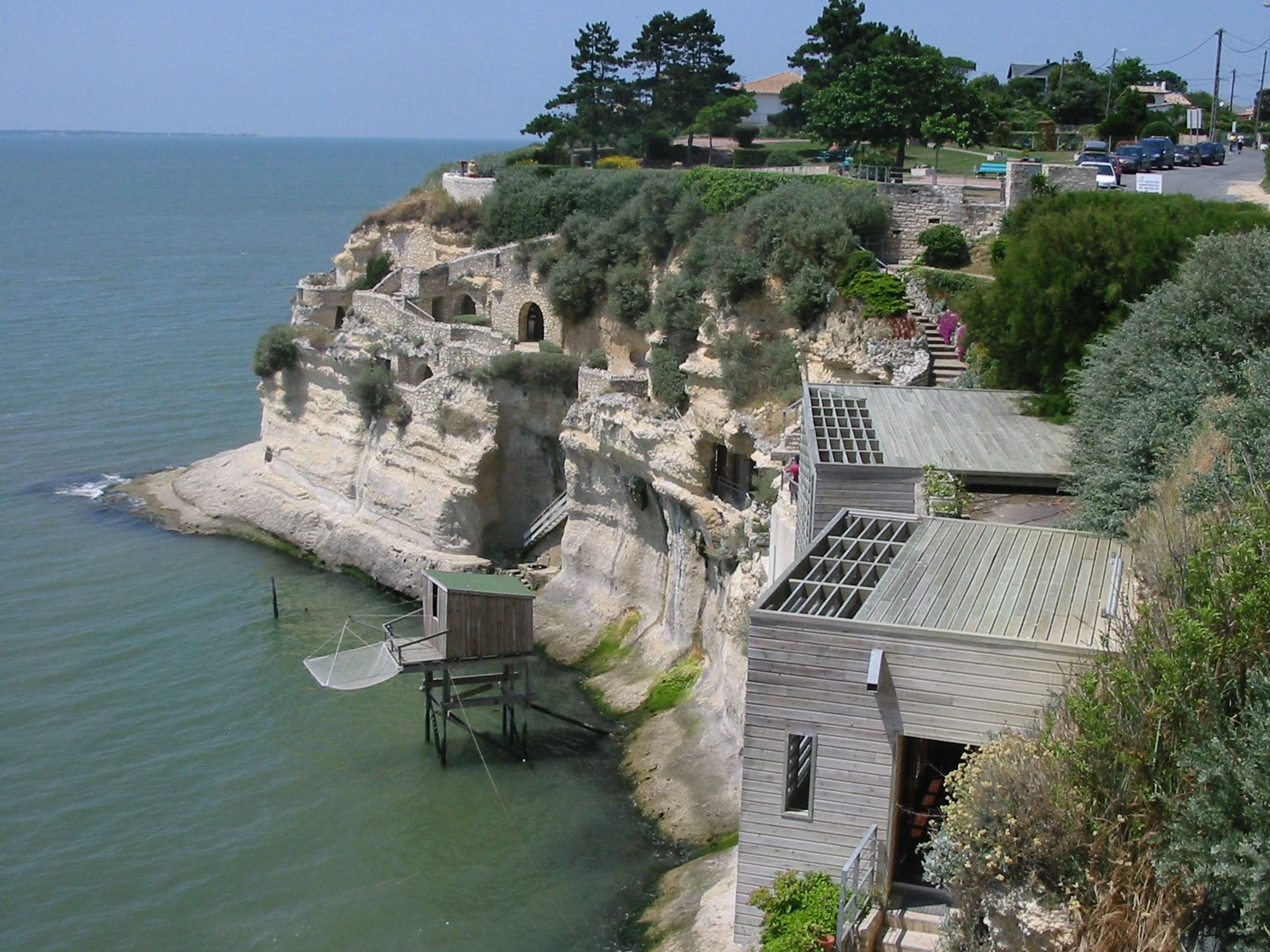
Meschers-sur-Gironde aan de rechteroever
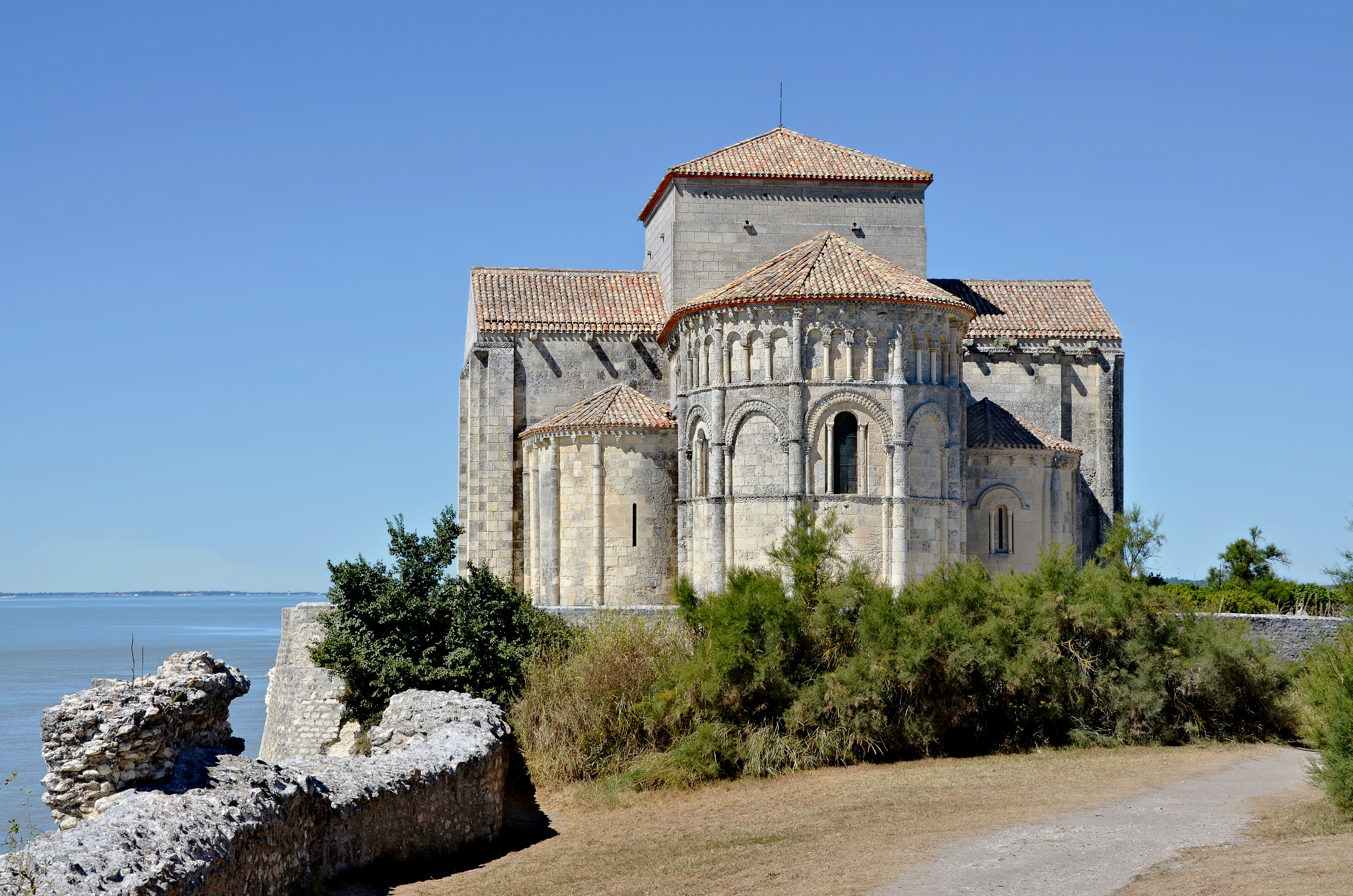
Romaans kerkje van Talmont
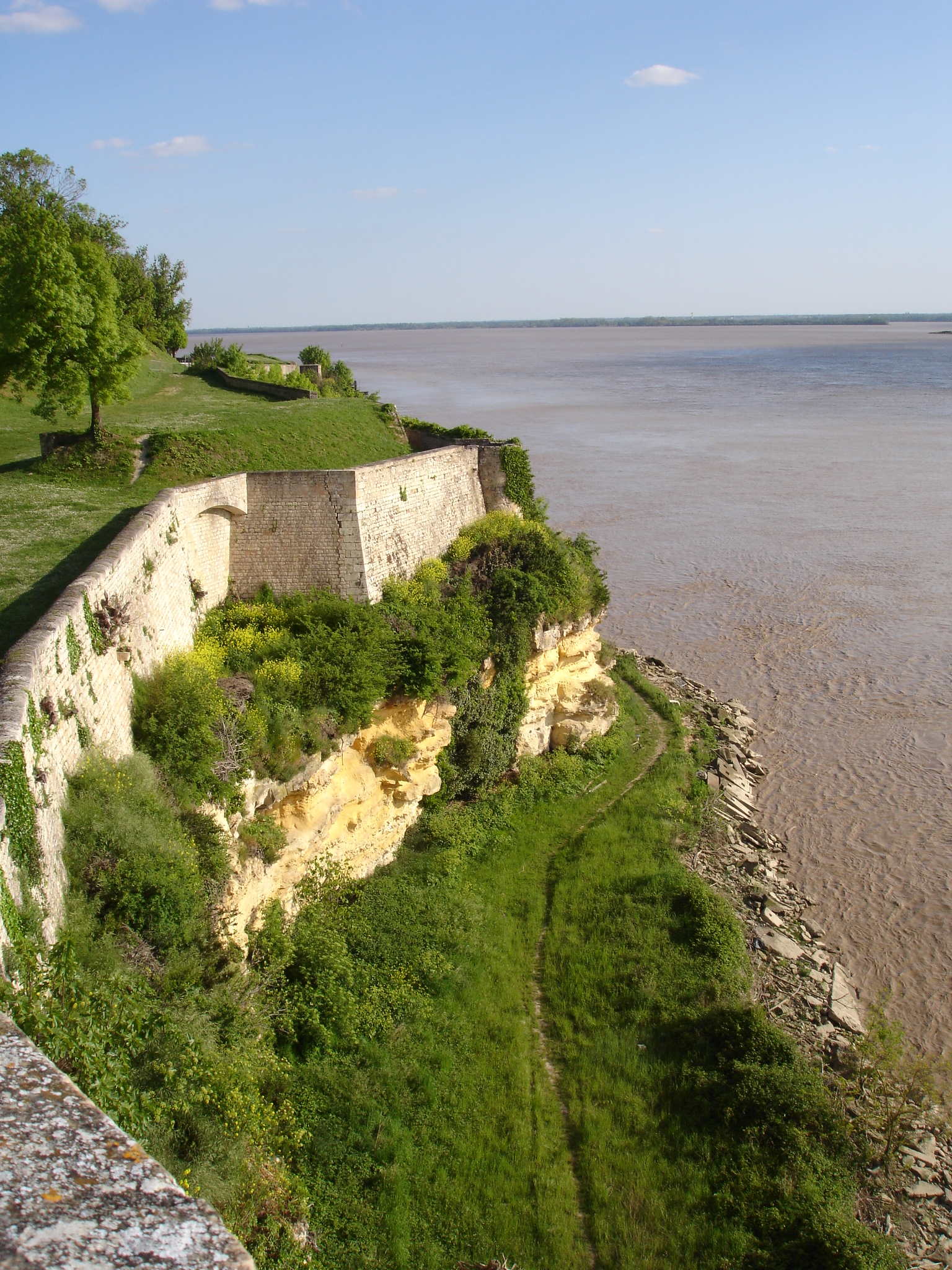
Citadel van Blaye

- Gemeinsame Normdatei: 4021085-6
- Virtual International Authority File: 315131430